# Преваранти у сукњи
Преваранти у сукњи  је позоришна представа по тексту Кена Лудвига.

## Радња
Џек и Лео су двојица незапослених енглеских глумаца који покушавају успети у Америци извођењем сцена из Шекспирових дела. Кад већ готово у потпуности одустану и од глумачких каријера и од живота, у једном часопису прочитају да извесна стара и врло богата госпођа из Јорка тражи своје изгубљене рођаке који су као деца с мајком одселили у Енглеску и које отада није видела. Џек и Лео брзо смишљају план који би требало да им донесе богатство. План је да се старој богаташици представе као њени изгубљени рођаци и на тај начин преузму наследство. Ипак, ситуација се компликује кад наши јунаци сазнају да гопођа тражи своје нећакиње. Зато се наши јунаци преоблаче у жене… Ствари постају још компликованије јер се Лео загледа у Мег, живахну, духовиту и надасве привлачну рођаку старе госпође. Мег обожава позориште, а верена је за досадног пастора. И њен ће се живот окренути наглавачке кад се упозна с ‘рођакама’ Максин и Стефани… 

## Улоге
| Глумац                  | Улога   |
| ----------------------- | ------- |
| Душан Станикић          | Лео     |
| Катарина Јанковић       | Мег     |
| Ђорђе Симић             | Џек     |
| Дарија Нешић            | Одри    |
| Никола Милојевић        | Данкан  |
| Марина Перић Стојановић | Флоренс |
| Здравко Малетић         | Док     |
| Чедомир Штајн           | Буч     |